# Severino Barbosa Mariz
Severino Barbosa Mariz (Pernambuco, 13 de abril de 1897 – Rio de Janeiro, 23 de novembro de 1976) foi um engenheiro agrônomo e político brasileiro.
Filho de Cândido Rodrigues Mariz e de Bernardina Barbosa Mariz.
Foi eleito deputado federal nas eleições estaduais em Pernambuco em 1950.